# FREE MOTION
FREE MOTION（フリーモーション）は、かつて株式会社AHS（2007年までアーティストハウスソリューションズ）が発売していたソフトウェアシリーズ製品である。製品のうち「FREE MOTION」「Free Motion 2」「frimo 3」はAdobe Flash作成に対応しており、「frimo for Silverlight」はMicrosoft Silverlight作成に対応している。

## 概要

### シリーズ概要
FREE MOTIONシリーズには、2006年3月3日に発売された「FREE MOTION」、2007年6月7日に発売された「Free Motion 2」、2009年7月17日に発売された「frimo 3（フリモ 3）」および「frimo for Silverlight」が存在する。
2020年12月31日でFlash Playerのサポートが終了し、2021年10月12日にMicrosoft Silverlightのサポートも終了したことに伴い、2020年頃までにシリーズ全製品の販売が終了となった。

### FREE MOTION (初代)
初代「FREE MOTION」は、Windows Vista（32 bit版）、Windows XP Professional/Home Edition、Windows 2000 Professionalに対応しており、ウェブブラウザからSWFファイルまたはEXEファイルの形式でFlashをダウンロードすることや、SWFファイルの解析・編集、ビデオファイルのFlashムービーへの変換ができる。
Flashダウンロード時のブラウザ要件は、Internet Explorer4.0以上（6.0推奨）。

### Free Motion 2
「Free Motion 2」は、Windows VistaやWindows XP Home/Professional（SP2以上）に対応しており、Internet Explorer 5.0以上のウェブブラウザにおいて、Flashコンテンツをパソコンに保存できる「SWF Catcher機能」とFlashコンテンツを再編集可能な状態に変換する解析機能を備えていることが特徴である。また、新たにFlash 8シリーズの解析に対応したり、描画・編集機能の改善やより多くのAction Script 2.0で記述されたプログラムの解析への対応が行われた。
「Free Motion 2」は、パッケージ版、ダウンロード版の他、三才ブックスの製作によるガイドブック付きパッケージ版や、教育機関やその教職員・学生向けのアカデミック版パッケージ、Motion Decompiler（AHSが販売するSothink SWF Decompilerの日本語版）とセットにした「職人パック Motion Decompiler ＋ Free Motion 2」が発売された。

### frimo 3
「frimo 3」はFlash作成、SWFファイルの解析・編集の他、Action Script 2.0/3.0でのスクリプト編集やゲームなどの高度なFlash作成も可能となった。また、Flash CS3（アップデートでCS5にも対応）の作成や解析にも対応し、FlashファイルをAVIなどの動画ファイルやGIFアニメとして保存する機能も追加された。
対応OSはWindows 7、Windows 8、Windows 10、対応ウェブブラウザはInternet Explorer6.0以上となっている。販売はパッケージ版、ダウンロード版、ガイドブック付きパッケージ版、アカデミック版が発売された。

#### frimo 3 Pluse
2010年6月4日にFlash Lite 2.0/2.1/3.0に対応した「frimo 3 Pluse」が発売され、モバイル向けFlashコンテンツ作成にも対応するようになった。このバージョンは既存の「frimo 3」ユーザーには無償アップデータが配布された。

#### frimo for Silverlight
「frimo for Silverlight」は「Frimo 3」と同じインターフェースを搭載したSilverlight作成ソフトウェアで、C#やJavaScriptによるのスクリプト記述にも対応している。Microsoft Expression Blendフォーマットへの出力機能やFlash (SWF、FLV) から利用可能な素材を解析して取り込む機能もある。
対応OSはWindows Vistaの32bit版とWindows XP Home / Professionalの32bit版で、Direct X8以上、Windows Media Player （7.1以上）、最新版のSilverlightアプリケーション、Microsoft. Net Framework（3.5以上）がインストールされた環境が必要となっている。Frimo 3の初回限定パッケージにはfrimo for Silverlightが同梱された。

## フリモメン
FREE MOTIONシリーズのイメージキャラクターとして「フリモメン」が設定されている。音声素材集「ぴた声 フリモメン」の発表以降、声優の古賀明がキャラクターボイスを担当していた。ターコイズブルーの全身タイツに身を包んだ筋肉質な姿をしている。額には青い「f」の字が配されており、体の部分には黄色く「フリモ」と書かれている。
「frimo 3」の販売までは「フリーモーションメン」という名前であり、FREE MOTIONの製品情報ページでは「フリーモーションメン劇場」と題した4コマ漫画が公開されていた。「フリーモーションメン」を名乗っていた頃は、額のマークはf字形ではなく、体に書かれた文字も「フリモ」ではなく「フリー」であった。なお、漫画「フリーモーションメン劇場」および「frimo 3」発売とともに公開された続編漫画「魔法少女フリモ」では、Flash職人を目指すタオルの人などのキャラクターが登場している。
FREE MOTIONシリーズの展開終了後も、AHS生放送のエンドカードなどで登場している。2021年9月には音声素材集シリーズの「ぴた声」が発売された。2023年1月に、テキスト読み上げソフトウェアシリーズの「VOICEPEAK」の一音源キャラクター製品として「VOICEPEAK フリモメン」が発売され、2024年4月26日には「Synthesizer V AI」の一音源として「Synthesizer V AI フリモメン」が発売された。「VOICEPEAK フリモメン」は深みのある低音ボイスを特徴としており、感情パラメータは「幸せ」「怒り」「悲しみ」「お調子者」の4種類である。また単体販売だけでなく、一部を除く「VOICEPEAK」製品にもおまけとして付属される。「Synthesizer V」での推奨音域はE2-C5、ボーカルスタイルはBassmen、Gentlemen、Hardmen、Softmen、Youngmenの5種。なお、青タイツを身にまとった姿だけではなく「フリーモーションメン劇場」では魔法少女の姿として登場したり、「VOICEPEAK」「Synthesizer V」のパッケージでは壮年男性の姿として、また前述した各姿の外装や着ぐるみを脱いでいるAHS生放送の幕間動画やグッズ、などが描かれたりする。
2025年6月には、フリモメンのアクティベーションコードを5つ集めることで、派生キャラである「スーパーフリモたん」のVOICEPEAKダウンロード版のアクティベーションコードを入手できるようになった。こちらの音声提供者は橘茶江子。

## 関連書籍
- 『はじめてのFree Motion』ケイズプロダクション著、三才ブックス、2006年、ISBN 4861990521
- 『はじめてのFree Motion 2』ケイズプロダクション著、三才ブックス、2007年、ISBN 4861991080